# Nyolcszög
A geometriában nyolcszögnek (oktogon) nevezzük azokat a sokszögeket, melyeknek nyolc élük van. A szabályos nyolcszög Schläfli-szimbóluma: {8}.

## Szabályos nyolcszögek
A szabályos nyolcszög olyan nyolcszög, melynek oldalai azonos hosszúságúak és belső szögeinek nagysága is azonos.
A  szabályos nyolcszög belső szögei minden csúcsnál 135°-osak és a belső szögek összege  1080°.
Az a oldalhosszúságú  szabályos nyolcszög területe az alábbi  képlettel számolható:

A szabályos nyolcszög szerkesztése

{\displaystyle A=2\cot({\frac {\pi }{8}})a^{2}=2(1+{\sqrt {2}})a^{2}\simeq 4,828427a^{2}.}

## Felhasználás

Stoptábla
Oktagramma
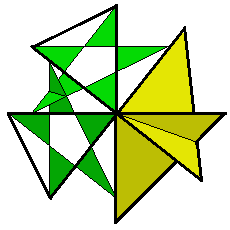
dirombikozaéder
Csonkolt négyzetes síkkitöltés
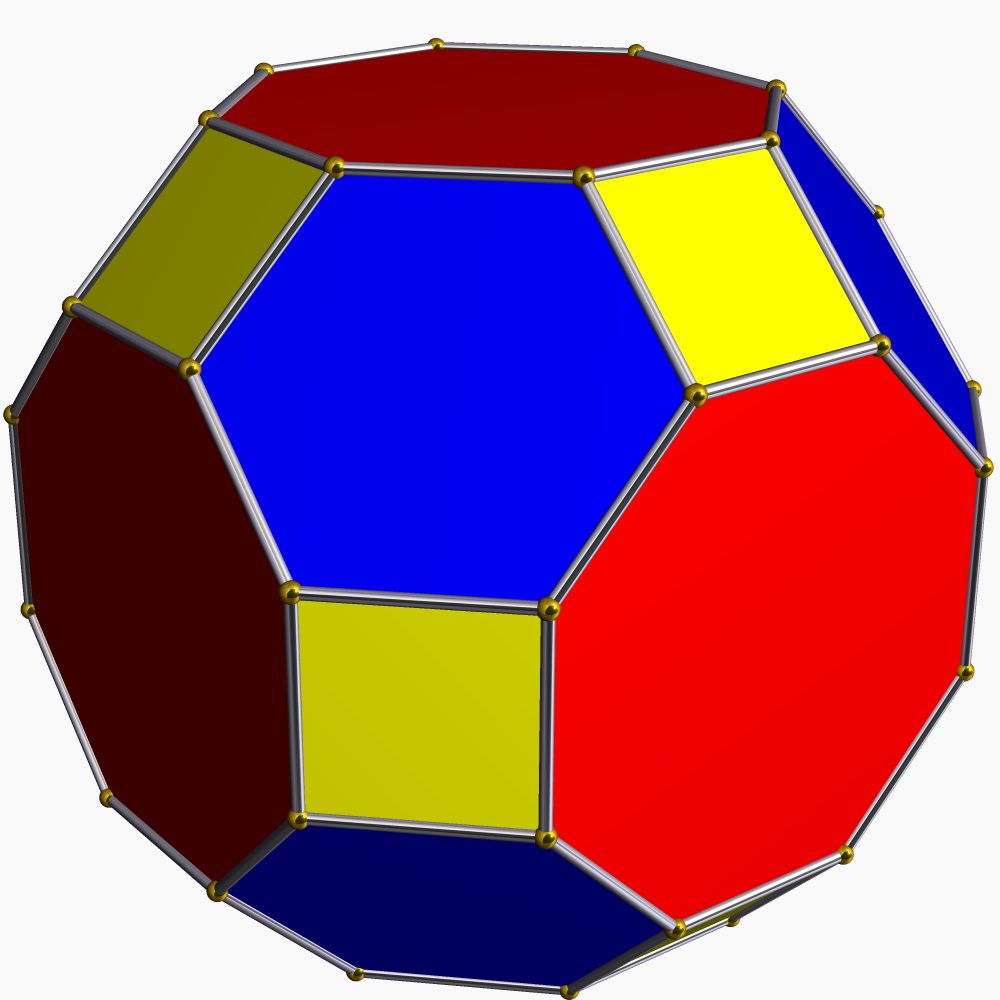
Csonkolt köboktaéder
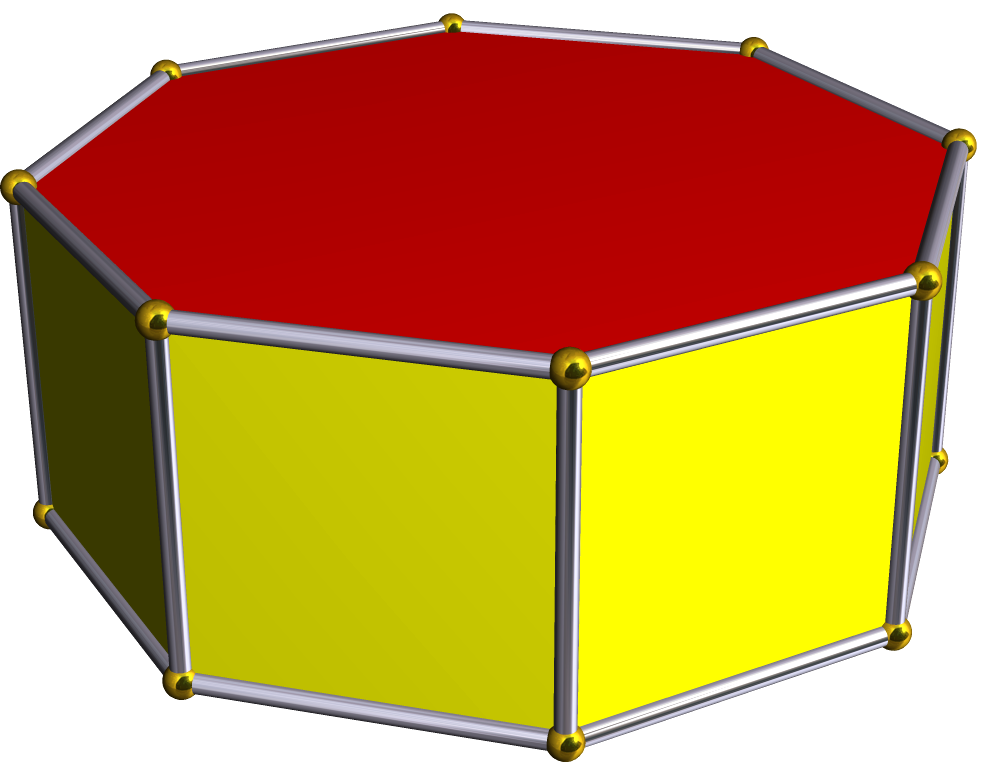
Nyolcszög-prizma
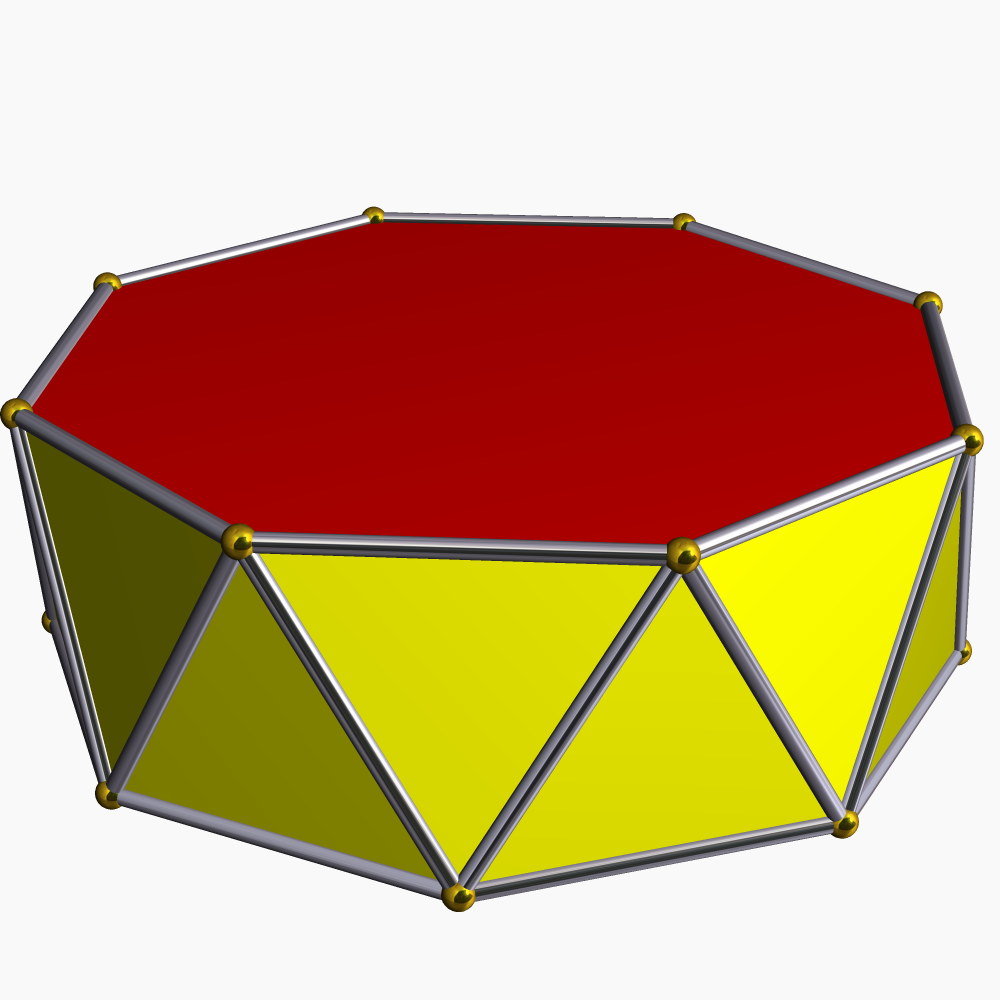
nyolcszög-antiprizma

## Lásd még
- Oktogon

## Külső hivatkozások
- How to find the area of an octagon
- Definition and properties of an octagon With interactive animation